# Прешевска Моравица
Прешевска Моравица (Курбалијска Моравица) река има површину слива са око 10 km², протиче кроз град Прешево и улива се у реку Моравицу код села Жујинце. Дужина тока реке је око 15 km. Проток воде по оценама стручњака износи око 25–30 лит/сек.
Река изнад града Прешева протиче кроз уску клисуру, док су планински масиви обрасли густом шумском вегетацијом. Геолошка подлога је састављена од кречних седимената, а забележене су и партије бигра. Сама река тече кроз терен који има изразито велики пад од око 28%. Међутим, захваљујући покривености терена вегетацијом, није се запазила појава интензивне ерозије.
Река Моравица, која се тим именом почиње називати испод прешевске железничке станице, од става Норчанске и Прешевске реке чија су изворишта на Карадагу, због сасвим незнатног пада (око 1,15 м на 1 km) често се разлива те јој је ток на неким местима скоро неодређен.
Због тога јој је њена инундациона раван врло широка а поплаве у њој дуготрајне. Услед честих мигрирања тока, инундациони забарени појас у средишном делу котлине испуњава највећи део њеног дна. Узводно од Рајиначког моста он се пружа дужином од 4–5 km.